# Saint-Didier-sous-Aubenas
Saint-Didier-sous-Aubenas település Franciaországban, Ardèche megyében. Lakosainak száma 924 fő (2022. január 1.). Saint-Didier-sous-Aubenas Aubenas, Lavilledieu, Lussas és Saint-Privat községekkel határos.

## Népesség
A település népessége az elmúlt években az alábbi módon változott:
| Lakosok száma | 425  | 840  | 751  | 723  | 898  | 956  | 961  | 926  | 930  | 924  |
|               | 1968 | 1982 | 1990 | 2006 | 2013 | 2015 | 2017 | 2019 | 2020 | 2022 |